# Saarlandse Orde van Verdienste
De Orde van Verdienste van het Land Saarland, in het Duits: Saarländischer Verdienstorden geheten, is de hoogste orde van verdienste van het land Saarland, een deelstaat van de Bondsrepubliek Duitsland.
Na de instelling van de Bondsrepubliek Duitsland werd de orde in 1974 bij wet ingesteld. De onderscheiding wordt uitgereikt door de ministers van Saarland. De minister-president stuurt een brief met zijn gelukswensen.
Anders dan bij de meeste andere Duitse orden in de deelstaten is er geen maximaal aantal dragers vastgesteld. In 2010 was de orde aan 36 dames en 330 heren uitgereikt. Daaronder zijn geen buitenlanders, de orde is immers in eerste linie bedoeld voor verdienste in vrijwilligerswerk en cultuur in Saarland.
De minister-president van Saarland, de ministers voor zover het hun ambtsgebied betreft en de voorzitter van het Parlement, de Landtag mogen voordrachten doen. De minister-president besluit over de benoemingen. Hij kan de dragers de orde ook weer afnemen wanneer blijkt dat zij dit ereteken niet waardig zijn of achteraf niet waardig waren geweest. De regering van Saarland gaat ervan uit dat de orde in het internationale protocol overeenkomt met de graad van een officier in een buitenlandse ridderorde. De orde komt in de Duitse verhoudingen overeen met het Kruis van Verdienste der Ie Klasse van de Orde van Verdienste van de Bondsrepubliek Duitsland en de Saarlandse regering hanteert dezelfde maatstaven bij toekenning van dit kruis als de bondsregering hanteert bij het verlenen van het Steckkreuz van de nationale Duitse orde.
De orde kent geen ridders of commandeurs maar zij die het kruis bezitten, zijn "drager" van dat kruis. Het kruis wordt door heren en dames vastgespeld op de borst gedragen.
Voor dagelijks gebruik is er een knoopsgatversiering in de vorm van een miniatuur van het kruis.

## Het versiersel
Het versiersel is een zilveren Steckkreuz met blauw geëmailleerde armen en er is geen lint.